# Zschernitzsch (Altenburg)
Zschernitzsch ist ein Stadtteil der Stadt Altenburg in Thüringen. Er wurde am 1. Oktober 1922 eingemeindet.

## Geografie

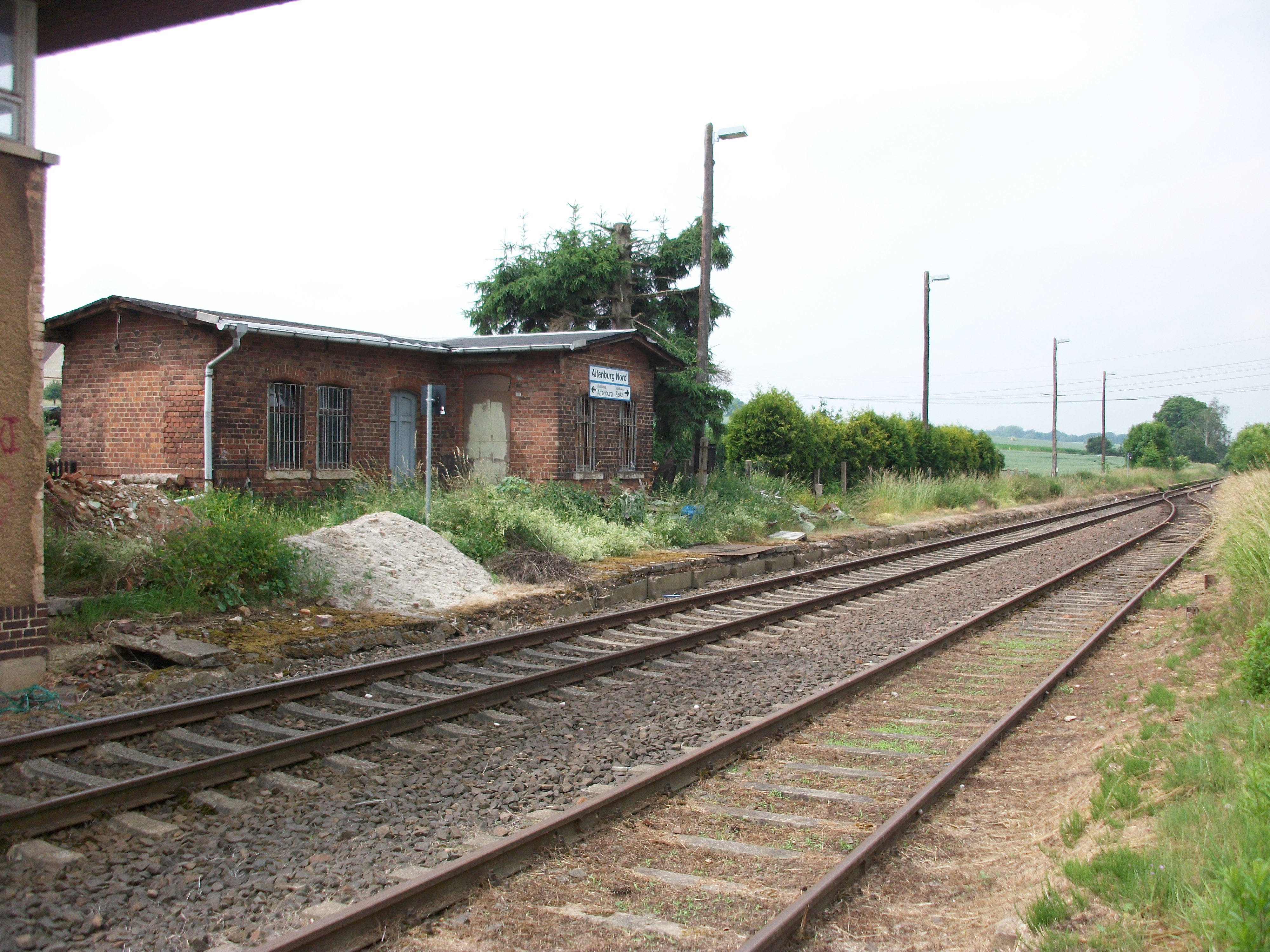
Haltepunkt Altenburg Nord, Empfangsgebäude (2019)

### Geografische Lage und Verkehr
Zschernitzsch befindet sich ungefähr zwei Kilometer nördlich des Stadtzentrums an der Gemarkungsgrenze zur Gemeinde Rositz und grenzt im Südwesten an Altenburg-Nord, im Nordosten an den Rositzer Ortsteil Molbitz, im Norden an den Ortsteil Oberzetzscha sowie im Osten an Rasephas. Der Stadtteil, der wohl eher als Dorf zu bezeichnen ist, weist in seiner Bodenbeschaffenheit vorrangig Löss-Lehm und stark degradierte Schwarzerden auf, die schwach pseudovergleyt sind. Zwischen 1899 und 2002 war Zschernitzsch über den Haltepunkt Altenburg Nord an die Bahnstrecke Zeitz–Altenburg angebunden.

### Ortsname
Zschernitzsch taucht im Altenburger Land zweimal auf und zwar außer als Stadtteil Altenburgs noch als Ortsteil von Schmölln. Der Name ist sorbischen Ursprungs und abgeleitet von altsorbisch čiŕn- („schwarz“, vgl. obersorbisch čorny), wobei auch eine Ableitung von der Bezeichnung für eine bestimmte Beeren- oder Kirschensorte in Frage kommt, regional sorbisch čornica oder tschechisch černice.

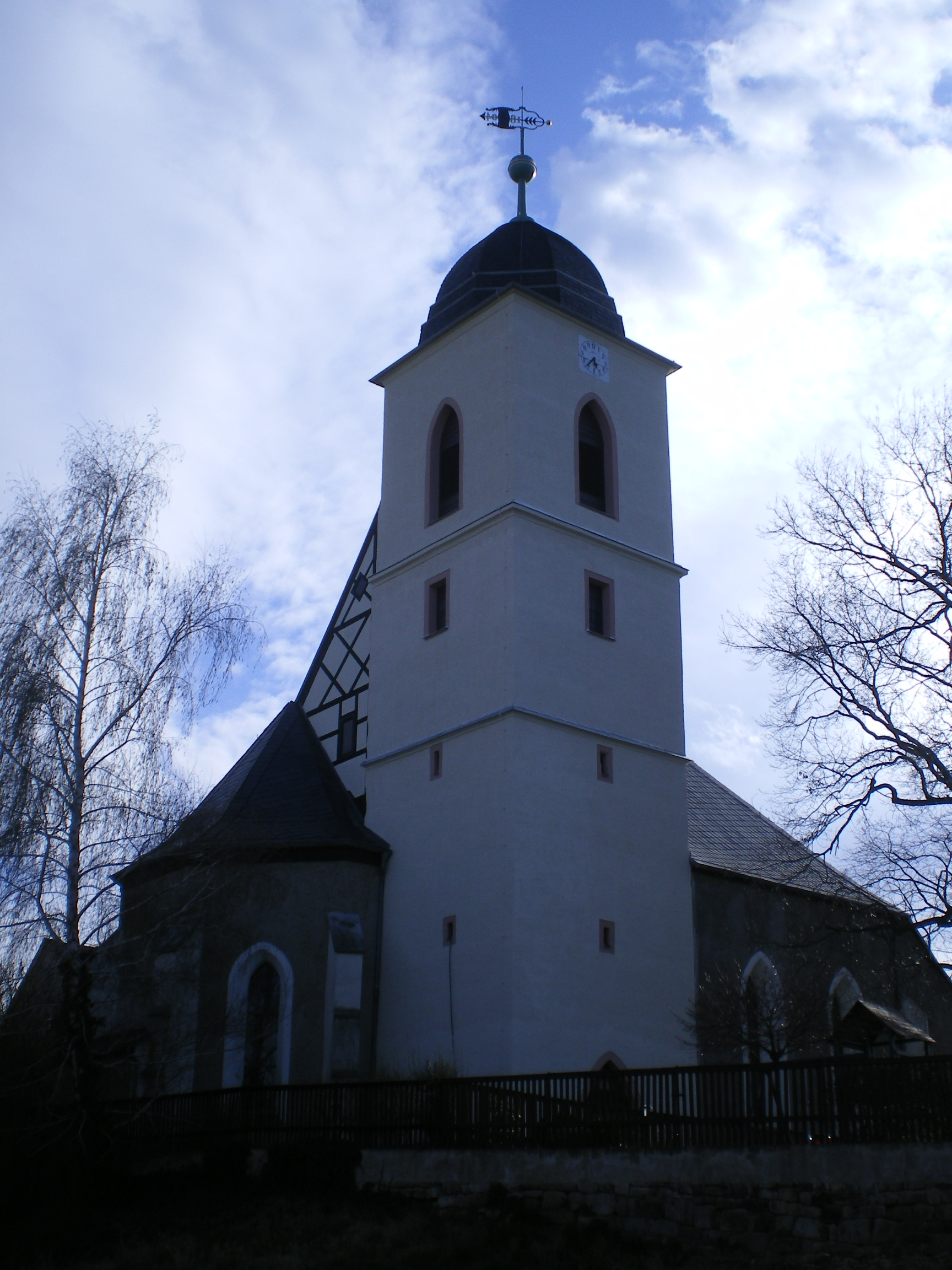
Kirche von Nordwesten

## Geschichte
Zschernitzsch ist eine sorbische Rundlingsgründung und wurde zwischen 1161 und 1186 erstmals urkundlich erwähnt. Während des Dreißigjährigen Krieges litt die Bevölkerung hart unter den umherziehenden Heeren, deswegen diente der Kirchturm als Schutz, der wohl früher schon ein Wehrturm gewesen war. Am 6. September 1797 wütete ein großer Dorfbrand, bei dem die Kirche, Pfarre, Schule sowie zwölf Güter und ein Wohnhaus zerstört wurden. 
Politisch gehörte Zschernitzsch zum wettinischen Amt Altenburg, welches ab dem 16. Jahrhundert aufgrund mehrerer Teilungen im Lauf seines Bestehens unter der Hoheit folgender Ernestinischer Herzogtümer stand: Herzogtum Sachsen (1554 bis 1572), Herzogtum Sachsen-Weimar (1572 bis 1603), Herzogtum Sachsen-Altenburg (1603 bis 1672), Herzogtum Sachsen-Gotha-Altenburg (1672 bis 1826). Bei der Neuordnung der Ernestinischen Herzogtümer im Jahr 1826 kam der Ort wiederum zum Herzogtum Sachsen-Altenburg. Nach der Verwaltungsreform im Herzogtum gehörte er bezüglich der Verwaltung zum Ostkreis (bis 1900) bzw. zum Landratsamt Altenburg (ab 1900). Zschernitzsch gehörte ab 1918 zum Freistaat Sachsen-Altenburg, der 1920 im Land Thüringen aufging. 
Das damals ungefähr 660 Einwohner zählende Zschernitzsch wurde am 1. Oktober 1922 in die kreisfreie Stadt Altenburg eingemeindet. Am 14. Februar 1945, also während der Bombardierung Dresdens, wurde das Werk der DEA in Rositz bombardiert. Auch in Zschernitzsch fielen Bomben, ebenso auf Molbitz, Oberlödla, Steinwitz, Kosma und in die Altenburger Zeitzer Straße, wo vier Häuser teilweise zerstört wurden. Insgesamt starben in dieser Nacht 106 Menschen. Durch die Nähe zum HASAG-Werk in Altenburg wurde am 17. März 1945 die Kirche von einer Bombe getroffen; der Wiederaufbau dauerte bis 1950.
Mit der ersten Kreisreform der DDR im Jahr 1950 kam Zschernitzsch als Stadtteil von Altenburg zum Landkreis Altenburg. Bei der zweiten Kreisreform in der DDR wurden 1952 die bestehenden Länder aufgelöst und die Landkreise neu zugeschnitten. Somit kam Zschernitzsch mit dem Kreis Altenburg an den Bezirk Leipzig, der seit 1990 als Landkreis Altenburg zu Thüringen gehörte und 1994 im Landkreis Altenburger Land aufging. Zschernitzsch besaß zwischen 1899 und 2002 einen Haltepunkt an der Bahnstrecke Zeitz–Altenburg, der seit 1938 den Namen Haltepunkt Altenburg Nord trug. Im Jahr 2009 wohnten in dem Ort 231 Menschen.

### Kirche
Der Ort besitzt ebenso wie der Stadtteil Rasephas eine von zehn Kirchen im unmittelbaren Altenburger Stadtgebiet. Das Kirchenschiff wurde 1499 angebaut. Die Kirche wurde 1803 bis 1804 nach einem Brand des spätgotischen Vorgängerbaus wiedererrichtet. Hierbei wurden markante Bauteile der früheren Kirche eingebunden, wie die Strebepfeiler aus Holz, Fenster- und Türeinsätze sowie Mauerwerk und der komplette Kirchturm (28 m hoch) erhalten von Vorgängerbau (ehemaliger Wehrturm). Im Jahre 1822 erhielt das Gebäude zwei Glocken der Firma Ulrich aus Apolda, die jedoch am 3. März 1942 für Kriegszwecke entfernt wurden. Erst 1957 wurden neue Glocken von der Firma Schilling & Lattermann geliefert. In den Jahren 1885 und 1886 bauten die Gebrüder Poppe aus Stadtroda eine Orgel ein. Nach einem Bombeneinschlag im Jahre 1945 erfolgte 1949 bis 1950 der Wiederaufbau der Kirche, die am 26. Dezember 1950 eingeweiht wurde.

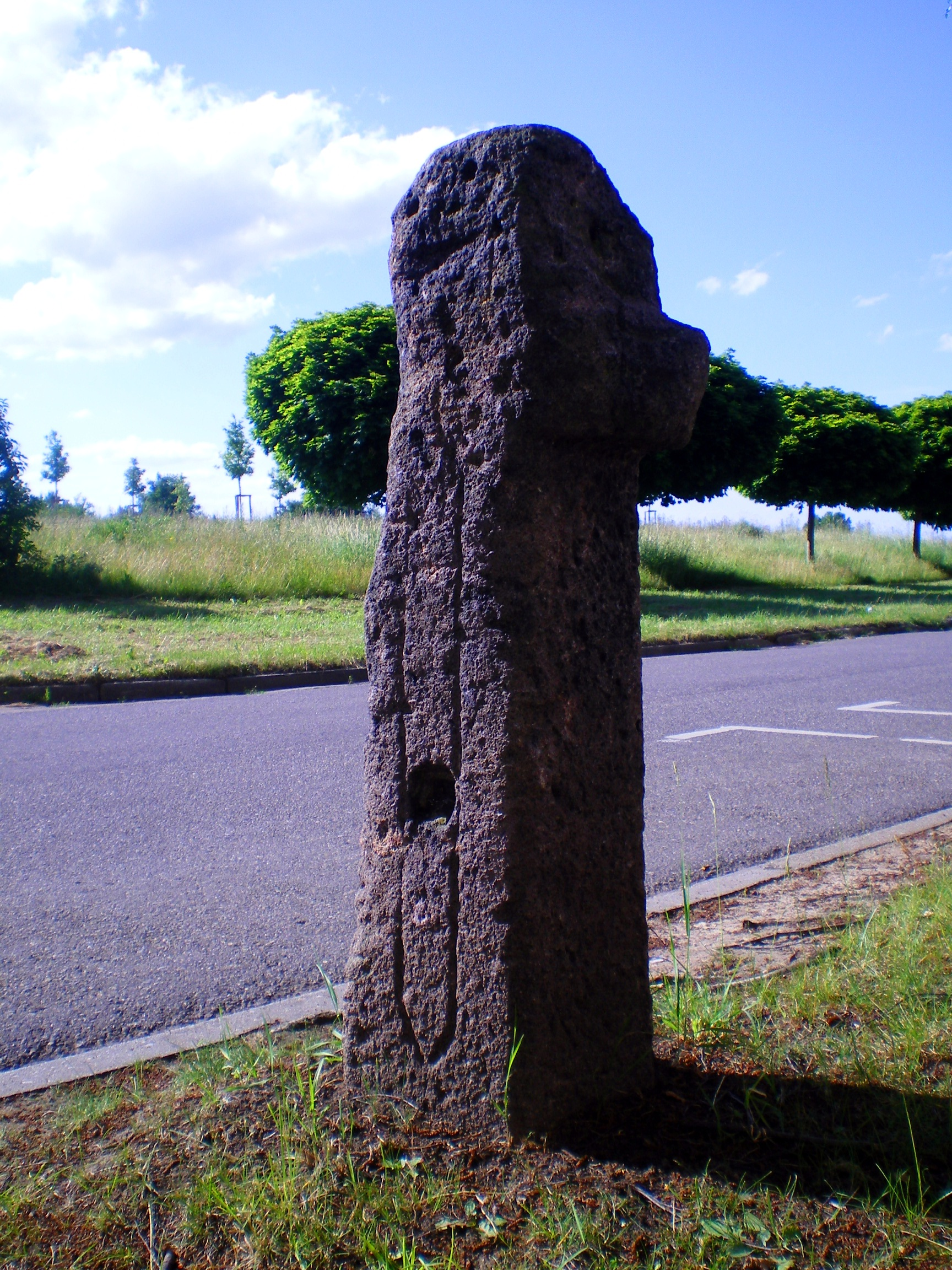
Steinkreuz an dem alten Weg von Zschernitzsch nach Altenburg

### Sühnekreuz
Ursprünglich stand an der Straße nach Altenburg ein Steinkreuz aus dem Mittelalter. Im Jahr 1973 wurde es vorübergehend für den Bau des Neubaugebietes Altenburg-Nord ins Schlossmuseum überführt. Nach dem Bauabschluss wurde es an seinem heutigen Platz aufgestellt. Das Kreuz könnte entweder ein Wetterkreuz, ein Pestkreuz oder ein Mordkreuz sein. Im Volksmund kursieren verschiedene Geschichten über den Anlass, das Kreuz aufzustellen: In einer Sage hieß es, dass sich zwei Bauernkerle gegenseitig im Streit mit Mistgabeln erstochen haben sollen und an der Stelle des Kreuzes beerdigt wurden. Andererseits sollen Bauern während der napoleonischen Kriege, in denen das Herzogtum Sachsen-Gotha-Altenburg Mitglied im Rheinbund war, einen französischen Soldaten erschlagen haben. Weil sich der einheimische Pfarrer für die Bauern, die deshalb hingerichtet werden sollten, bei den französischen Offizieren einsetzte, blieben sie letztlich verschont.

## Persönlichkeiten
- Alfred Tittel (* 1. September 1891 in Zschernitzsch; † 25. September 1965) war ein deutscher Metalldrücker, Bergmann, Widerstandskämpfer gegen den Nationalsozialismus, Parteifunktionär (KPD/KPO/SED) und Landrat.